# 逢坂泰精
逢坂泰清（おおさか やすきよ）は、日本のシンガーソングライター。
大阪府枚方市出身。1月3日生。

## 略歴
1999年5月にBMGジャパン（後のBMGファンハウス）からミニ・アルバムでメジャー・デビュー。
作詞家としてSMAPへ1999年に「Idea」、2000年に「Happy Train」(CD『S map 〜SMAP 014』（エス マップ〜）の9曲目)の2曲を楽曲提供。

## ディスコグラフィー

### シングル
- シングル「ハマっちゃった」1999年10月21日・BMGファンハウス
- シングル「うれしくて／ほなネ」2000年4月21日・BMGファンハウス
- シングル「はなうた」2002年7月26日
- シングル「まあだだよ」2004年5月29日
- シングル「ケセラセラ」2004年12月27日

### アルバム
- ミニアルバム「つぎの瞬間、笑っていよう」1999年5月8日・BMGジャパン
- アルバム「もののあはれ」2006年5月13日
- 限定盤「偶然」（書籍＋CD）2011年7月8日
- コンピレーション・アルバムアルバム「偶然」2011年7月20日
- ミニアルバム「空が青いから白をえらんだのです」2014年